# اندی نلسون (بازیکن فوتبال)
اندی نلسون (انگلیسی: Andy Nelson؛ زادهٔ ۵ ژوئیهٔ ۱۹۳۵) بازیکن فوتبال اهل بریتانیا است.
از باشگاه‌هایی که در آن بازی کرده‌است می‌توان به باشگاه فوتبال لیتون اورینت، باشگاه فوتبال پلیموث آرگیل، باشگاه فوتبال ایپسویچ تاون، و باشگاه فوتبال وستهام یونایتد اشاره کرد.